# 弁護士会
弁護士会（べんごしかい、英: Bar Association）は、弁護士を構成員として形成される団体をいう。各国の法制度に応じて、所属することが弁護士としての業務を行うための要件とされている場合や、弁護士相互の情報交換・研修などを目的とする任意団体として構成されている場合もある。重畳的に弁護士会が設けられていることがあり、特定の弁護士が単一の弁護士会のみに所属しているわけではないこともある。

## 日本の弁護士会の概要
日本における弁護士会は、弁護士法第31条第2項に基づいて設立された弁護士の指導・連絡・監督などの事務を行う弁護士にとっての強制加入団体をいう。弁護士会の連合体をなす日本弁護士連合会（日弁連）や、地方弁護士会連合会（日弁連に倣い、地方の一文字を採って「○弁連」と略される）と区別するため、実務上は単位弁護士会と呼ぶことも多い（さらに略して単位会と呼ぶこともある）。
日本において弁護士となるためには、事務所所在地を管轄する単位弁護士会を通じ、日本弁護士連合会の弁護士名簿に登録を受けなければならない（弁護士法第8条、第9条）。すなわち、日本の弁護士は日弁連に登録し、かつ1つの単位弁護士会に必ず所属することになる（日弁連のみ、あるいは、単位弁護士会のみ登録されているということは、制度上あり得ない）。
単位弁護士会は、地方裁判所の管轄区域ごとに設立するのが原則で（弁護士法第32条）、45の府県庁所在地に設けられているほか、北海道には札幌・函館・旭川・釧路の各地方裁判所に対応して設けられている。東京都のみ例外的に、歴史的経緯から3つの弁護士会（東京弁護士会、第一東京弁護士会および第二東京弁護士会）が存在し、法的にもその存在が許容されている（弁護士法附則第89条第1項）。結果として、47都道府県に52の弁護士会が存在する。
弁護士法人も主たる事務所・従たる事務所それぞれの所在地を管轄する弁護士会の会員（弁護士法人会員）となる（法第36条の2）。法人会員は選挙権・議決権を有しない。
外国法事務弁護士も、自らが勤務する事務所の所在地を管轄する弁護士会の会員（外国特別会員）となる（外国弁護士による法律事務の取扱いに関する特別措置法第40条）。選挙権はないが、外国法事務弁護士に関する事項に関する会則等に限定して、議決権を有する。
経過措置として、弁護士法の一部を改正する法律（昭和30年法律155号）附則第3項および沖縄の復帰に伴う特別措置に関する法律第65条による準会員、沖縄弁護士会においては、沖縄の弁護士資格者等に対する本邦の弁護士資格等の付与に関する特別措置法7条に基づき、沖縄返還の前日（1972年（昭和47年）5月14日）に沖縄の法令によって弁護士であった者について、沖縄県についてのみ弁護士として活動できる沖縄弁護士が、沖縄特別会員とされている。この両者に関して、選挙権・議決権はない。
弁護士会の業務として、とりわけ日本において特徴的なのが、弁護士・弁護士法人・外国法事務弁護士の懲戒業務を弁護士会が行っていることである（弁護士自治）。他国では、裁判所が行うことが多いが、国家と対立する立場を取らざるをえない弁護士が正当な業務を行うためには、高度の独立性が必要であるという考えから、戦前には司法大臣にゆだねられていたものを、戦後に弁護士会に移したものである。
その他、弁護士に対する倫理研修をはじめとする研修、市民からの法律相談業務、弁護士の紹介、弁護士会照会制度の運営、裁判外紛争解決手続機関の運営、官公庁への委員等の推薦、人権擁護・消費者保護・刑事弁護などの委員会活動などを行っている。

### 単位弁護士会の一覧
「府」「県」の文字が入る会、入らない会がある。また宮城県・石川県の弁護士会のみが県都名を冠している。
| 名称             | 管轄                   | ブロック                                |
| ---------------- | ---------------------- | --------------------------------------- |
| 札幌弁護士会     | 札幌地方裁判所管轄区域 | 北海道弁護士会連合会 （道弁連）         |
| 釧路弁護士会     | 釧路地方裁判所管轄区域 | 北海道弁護士会連合会 （道弁連）         |
| 旭川弁護士会     | 旭川地方裁判所管轄区域 | 北海道弁護士会連合会 （道弁連）         |
| 函館弁護士会     | 函館地方裁判所管轄区域 | 北海道弁護士会連合会 （道弁連）         |
| 青森県弁護士会   | 青森県全域             | 東北弁護士会連合会 （東北弁連）         |
| 岩手弁護士会     | 岩手県全域             | 東北弁護士会連合会 （東北弁連）         |
| 仙台弁護士会     | 宮城県全域             | 東北弁護士会連合会 （東北弁連）         |
| 秋田弁護士会     | 秋田県全域             | 東北弁護士会連合会 （東北弁連）         |
| 山形県弁護士会   | 山形県全域             | 東北弁護士会連合会 （東北弁連）         |
| 福島県弁護士会   | 福島県全域             | 東北弁護士会連合会 （東北弁連）         |
| 東京弁護士会     | 東京都全域             | 関東弁護士会連合会 （関弁連）           |
| 第一東京弁護士会 | 東京都全域             | 関東弁護士会連合会 （関弁連）           |
| 第二東京弁護士会 | 東京都全域             | 関東弁護士会連合会 （関弁連）           |
| 神奈川県弁護士会 | 神奈川県全域           | 関東弁護士会連合会 （関弁連）           |
| 埼玉弁護士会     | 埼玉県全域             | 関東弁護士会連合会 （関弁連）           |
| 千葉県弁護士会   | 千葉県全域             | 関東弁護士会連合会 （関弁連）           |
| 茨城県弁護士会   | 茨城県全域             | 関東弁護士会連合会 （関弁連）           |
| 栃木県弁護士会   | 栃木県全域             | 関東弁護士会連合会 （関弁連）           |
| 群馬弁護士会     | 群馬県全域             | 関東弁護士会連合会 （関弁連）           |
| 山梨県弁護士会   | 山梨県全域             | 関東弁護士会連合会 （関弁連）           |
| 静岡県弁護士会   | 静岡県全域             | 関東弁護士会連合会 （関弁連）           |
| 長野県弁護士会   | 長野県全域             | 関東弁護士会連合会 （関弁連）           |
| 新潟県弁護士会   | 新潟県全域             | 関東弁護士会連合会 （関弁連）           |
| 愛知県弁護士会   | 愛知県全域             | 中部弁護士会連合会 （中部弁連）         |
| 岐阜県弁護士会   | 岐阜県全域             | 中部弁護士会連合会 （中部弁連）         |
| 三重弁護士会     | 三重県全域             | 中部弁護士会連合会 （中部弁連）         |
| 富山県弁護士会   | 富山県全域             | 中部弁護士会連合会 （中部弁連）         |
| 金沢弁護士会     | 石川県全域             | 中部弁護士会連合会 （中部弁連）         |
| 福井弁護士会     | 福井県全域             | 中部弁護士会連合会 （中部弁連）         |
| 滋賀弁護士会     | 滋賀県全域             | 近畿弁護士会連合会 （近畿弁連）         |
| 京都弁護士会     | 京都府全域             | 近畿弁護士会連合会 （近畿弁連）         |
| 大阪弁護士会     | 大阪府全域             | 近畿弁護士会連合会 （近畿弁連）         |
| 兵庫県弁護士会   | 兵庫県全域             | 近畿弁護士会連合会 （近畿弁連）         |
| 奈良弁護士会     | 奈良県全域             | 近畿弁護士会連合会 （近畿弁連）         |
| 和歌山弁護士会   | 和歌山県全域           | 近畿弁護士会連合会 （近畿弁連）         |
| 鳥取県弁護士会   | 鳥取県全域             | 中国地方弁護士会連合会 （中国地方弁連） |
| 島根県弁護士会   | 島根県全域             | 中国地方弁護士会連合会 （中国地方弁連） |
| 岡山弁護士会     | 岡山県全域             | 中国地方弁護士会連合会 （中国地方弁連） |
| 広島弁護士会     | 広島県全域             | 中国地方弁護士会連合会 （中国地方弁連） |
| 山口県弁護士会   | 山口県全域             | 中国地方弁護士会連合会 （中国地方弁連） |
| 徳島弁護士会     | 徳島県全域             | 四国弁護士会連合会 （四国弁連）         |
| 香川県弁護士会   | 香川県全域             | 四国弁護士会連合会 （四国弁連）         |
| 愛媛弁護士会     | 愛媛県全域             | 四国弁護士会連合会 （四国弁連）         |
| 高知弁護士会     | 高知県全域             | 四国弁護士会連合会 （四国弁連）         |
| 福岡県弁護士会   | 福岡県全域             | 九州弁護士会連合会 （九州弁連）         |
| 佐賀県弁護士会   | 佐賀県全域             | 九州弁護士会連合会 （九州弁連）         |
| 長崎県弁護士会   | 長崎県全域             | 九州弁護士会連合会 （九州弁連）         |
| 熊本県弁護士会   | 熊本県全域             | 九州弁護士会連合会 （九州弁連）         |
| 大分県弁護士会   | 大分県全域             | 九州弁護士会連合会 （九州弁連）         |
| 宮崎県弁護士会   | 宮崎県全域             | 九州弁護士会連合会 （九州弁連）         |
| 鹿児島県弁護士会 | 鹿児島県全域           | 九州弁護士会連合会 （九州弁連）         |
| 沖縄弁護士会     | 沖縄県全域             | 九州弁護士会連合会 （九州弁連）         |

## 他国における弁護士会
英語の「bar association」という用語は、欧米式法廷の中で裁判官・弁護士と一般人を区切る手摺（bar）に由来する。

### 米国
米国では弁護士資格は州の資格であり、州によって弁護士会（bar association）の位置付けが異なる。一部の州（カリフォルニア、ハワイ、ワシントンD.C.等）では弁護士登録と同時に州の弁護士会に入会しなければならないとしているが、他の州（ニューヨーク等）では弁護士会の入会は任意としている。州立弁護士会に加えて私立の弁護士会（任意団体）も多数あり、American Bar Association（ABA）はその一つとして全国的な弁護士会に相当するが、すべての米国弁護士を代表するわけではない。

### 英国
英国および一部の英国系コモン･ローの国では、法廷弁護士と事務弁護士の資格が存在し、それぞれの弁護士会も別々である。法廷弁護士の会は「bar council」と呼ばれ、事務弁護士の会は「law society」と呼ばれる。

### 中国
中華全国律師協会という全国レベルの強制加入団体が存在する。市レベルでも日本の単位弁護士会に相当する律師協会が存在する。

### 台湾
全国16の地方弁護士会（律師公会）があり、中華民国律師公会全国連合会がこれを束ねる。

### 韓国
大韓弁護士協会という全国レベルの強制加入団体と、地方裁判所の管轄ごとに置かれる地方の弁護士協会が存在する。

### シンガポール
全開業弁護士が強制加入のシンガポール弁護士会と、裁判官や法学生なども会員に擁するシンガポール法曹協会が存在する。都市国家であるため、日本の単位弁護士会に相当する組織はない。

### タイ
強制加入のタイ弁護士会が存在する。全国単一の組織であり、単位弁護士会はない。以前は法曹三者が所属し最高裁判所長官が会長を務めるタイ法曹協会しか存在せず、弁護士自治獲得のため弁護士のみの組織の確立が望まれていたところ、1985年の弁護士法改正により弁護士会の設立が実現した。ただし、2006年時点では、国王と同様のガウンを着て法廷に立てるという栄誉を捨てがたかったため、弁護士は弁護士会と法曹協会に重複して所属する状況が続いていたという。